# Pithuwa
Pithuwa (nep. पिठुवा) – gaun wikas samiti w środkowej części Nepalu w strefie Narajani w dystrykcie Chitwan. Według nepalskiego spisu powszechnego z 2001 roku liczył on 2155 gospodarstw domowych i 10590 mieszkańców (5587 kobiet i 5003 mężczyzn).